# Clarias nigricans
Clarias nigricans es una especie de pez de la familia Clariidae en el orden de los Siluriformes.

## Morfología
• Los machos pueden llegar alcanzar los 30,8 cm de longitud total.

## Distribución geográfica
Se encuentra en Borneo (Indonesia ).